# Hausberg (Taunus)
Der Hausberg bei Hoch-Weisel im hessischen Wetteraukreis ist eine 485,7 m ü. NHN hohe Erhebung im Taunus. Seine Randlage zur rund 200 m tiefer liegenden Wetterau macht ihn für Butzbach und Umgebung zu einer markanten Berggestalt.

## Geographische Lage
Der Hausberg liegt im Norden des Östlichen Hintertaunus an der Grenze vom Taunus zur Wetterau. Im Naturpark Taunus befindet er sich etwa 1,7 km nordwestlich von Hoch-Weisel, einem südwestlichen Stadtteil von Butzbach. Nordwestlich des Bergs liegt Espa (zu Langgöns), nördlich Hausen-Oes und südlich Münster (beide zu Butzbach). Sein Ostausläufer heißt Kleiner Hausberg, nach Südwesten leitet die Landschaft zum Brüler Berg (424,2 m) über.

## Naturräumliche Zuordnung und Fauna-Flora-Habitat
Der Hausberg gehört in der naturräumlichen Haupteinheitengruppe Taunus (Nr. 30), in der Haupteinheit Östlicher Hintertaunus (302) zum Naturraum Bodenroder Kuppen (302.2), wobei sich östlich die Haupteinheit Wetterau (234) mit der Untereinheit Nordwestliche Wetterau (234.2) und den Naturräumen Butzbacher Becken (234.20) und Mörlener Bucht (234.21) anschließen.
Auf der Südostflanke des Berges liegt das Fauna-Flora-Habitat-Gebiet Wacholderheide und Streuobstwiese bei Hoch-Weisel (FFH-Nr. 5517-302; 13 ha groß).

## Ringwall, Limes und Kastell
Auf dem Hausberg und dem benachbarten Brüler Berg existieren Reste keltischer Ringwallanlagen aus der La-Tène-Zeit, mit deren archäologischer Untersuchung 1911 begonnen wurde. In der Nachbarschaft des Hausbergs verlief zudem der Obergermanisch-Raetische Limes. Die Überreste des römischen Kleinkastells Hunnenkirchhof befinden sich am Fuß des Kleinen Hausbergs.

## Hausbergturm

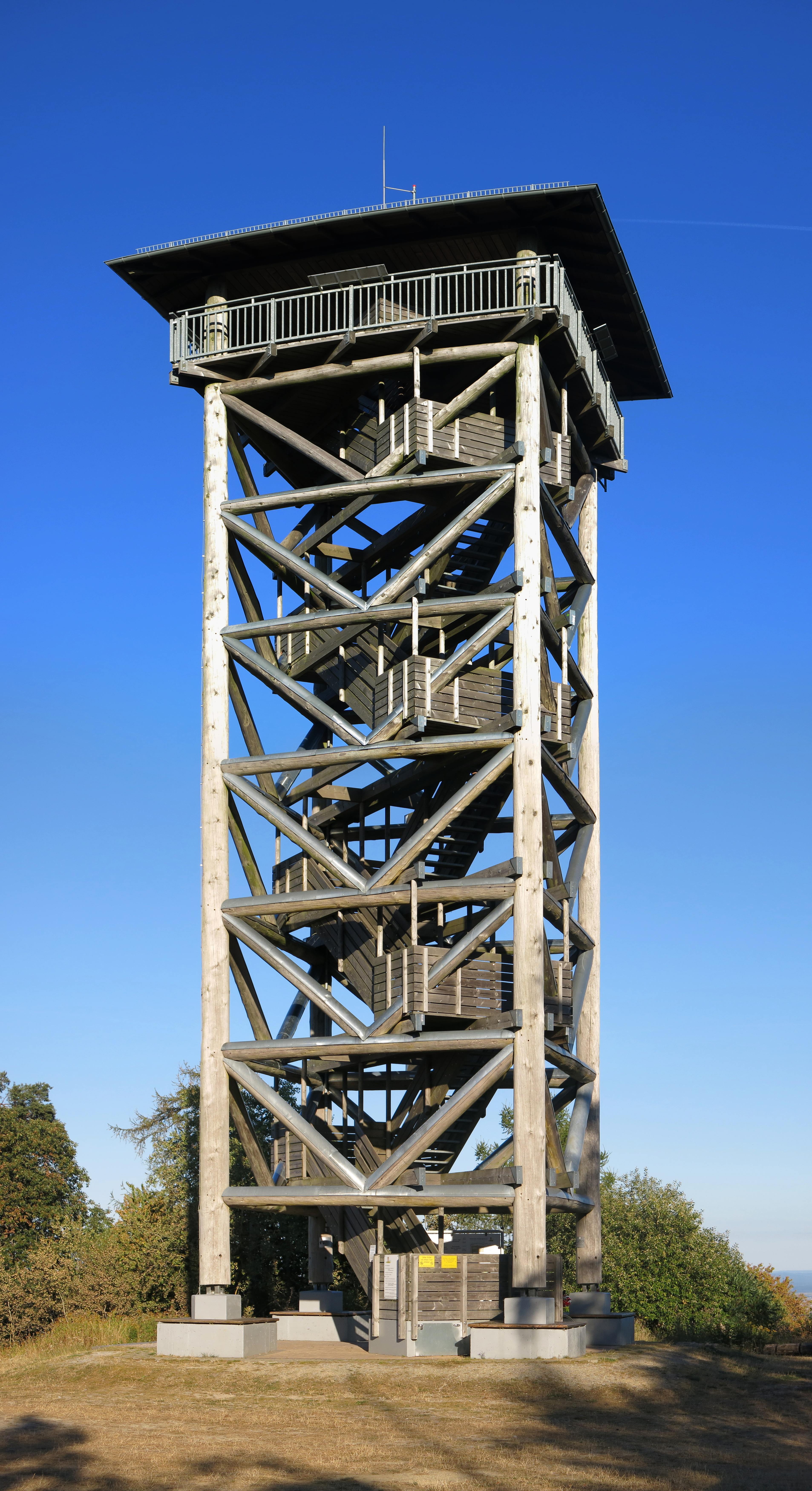
Hausbergturm

Bereits 1873 wurde auf dem Hausberg der erste Aussichtsturm errichtet. Dieser wurde 1875 durch einen Orkan schwer beschädigt, 1876 wieder in Stand gesetzt und blieb dann bis 1941 bestehen, als er wegen Baufälligkeit abgerissen wurde. Am 1. Juni 2007 wurde vom Förderverein Hausbergturm e. V mit dem Bau eines neuen Turms begonnen, der am 31. Mai 2008 als Hausbergturm eingeweiht wurde. Der Turm ist 23,25 m hoch und besitzt eine überdachte Aussichtsplattform auf 19 m Höhe, die über 98 Metallstufen der diagonal im Turm angeordneten Treppenanlage zugänglich ist. An den Brüstungen der Plattform sind Panorama-Orientierungstafeln angebracht.
Von der Aussichtsplattform des Turms fällt der Blick nicht nur hinab nach Butzbach, sondern es bietet sich zudem eine 360-Grad-Panorama-Sicht mit Blick unter anderem nach Süden, Westen und Nordwesten über den Taunus mit dem Hohen Taunus und dem Östlichen Hintertaunus, zur Wetterau (Nordosten, Osten und Südosten), zum Westerwald (Nordwesten), zum Siegerland (Nordwesten), zum Rothaargebirge (Nordwesten), zum Wittgensteiner Land (Nordwesten), zum Burgwald (Norden), zum Gladenbacher Bergland (Norden), nach Gießen (Norden), zum Kellerwald (Nordosten), zum Knüllgebirge (Nordosten), zum Vogelsberg (Nordosten und Osten), zur Rhön (Osten), zum Spessart (Südosten) und über den tieferliegenden Taunushauptkamm beim Saalburgpass zum Odenwald (Süden).
Seit 2015 sind die Holzstreben auf der Süd- und Westseite des Turms mit Zinkblechabdeckungen gegen Verwitterung geschützt.

## Verkehr und Wandern
Nördlich vorbei am Hausberg führt die Landesstraße 3053 (Espa–Hausen–Butzbach), südlich die L 3353 (Bodenrod–Münster–Fauerbach vor der Höhe), südöstlich die Kreisstraße 15 (Münster-Hoch-Weisel) und östlich die L 3056 (Hoch-Weisel-Butzbach). Zum Beispiel an diesen Straßen beginnend kann man auf Waldwegen und -pfaden zum Gipfel gelangen. Nördlich vorbei am Berg führt durch Hausen der Europäische Fernwanderweg E3.